# بزدل (فیلم ۱۹۶۵)
بزدل (به بنگالی: Kapurush) فیلمی محصول سال ۱۹۶۵ و به کارگردانی ساتیاجیت رای است. در این فیلم بازیگرانی همچون سومیترا چاترجی، مادهبی موکرجی، هاردهان باندوپادهی ایفای نقش کرده‌اند.